# Eleccions al Parlament Europeu de 1979 (Regne Unit)
Les eleccions al Parlament Europeu de 1979 al Regne Unit van ser les eleccions celebrades el 7 de juny per a escollir als 81 eurodiputats del Regne Unit per a la I legislatura del Parlament Europeu. Les eleccions es van quedar en el 32% de la participació, molt per sota del 61,6% de mitjana de la Comunitat Econòmica Europea, i van ser guanyades pel Partit Conservador.

## Sistema electoral
Les eleccions europees van ser incorporades a la llei del Regne Unit per l'Acta d'Eleccions de l'Assemblea Europea de 1978. El sistema electoral va ser el d'escrutini uninominal majoritari a Anglaterra, Escòcia i Gal·les (elegint 78 diputats en total) i el vot únic transferible a Irlanda del Nord (elegint 3 diputats).

## Context
El Regne Unit arribava a les eleccions europees un mes després de les eleccions generals que va guanyar de manera aclaparadora el Partit Conservador, i amb una divisió interna dins del Partit Laborista sobre la continuïtat de l'estat a la Comunitat Econòmica Europea. A més, durant 1979, va haver-hi referèndums a Escòcia i Gal·les sobre la devolució de poders al març així com eleccions locals a Anglaterra (amb l'excepció de Londres) i Gal·les.

## Resultats
El Partit Conservador va arrasar i va aconseguir un 48,4% del total de vots, aconseguint 60 dels 81 eurodiputats (74%), mentre que el Partit Laborista es va quedar en el 31,6% dels vots i va aconseguir 17 escons. El Partit Liberal, que va aconseguir el 12,6% dels vots, no va obtenir cap escó. El Partit Nacional Escocès, el Partit Unionista Democràtic, el Partit Socialdemòcrata i Laborista i el Partit Unionista de l'Ulster van aconseguir un representant cadascú.
| Candidatura                            | Facció Europea        | Sufragis   | Sufragis | Escons                                      | Escons                                      |
| Candidatura                            | Facció Europea        | Vots       | %        | Dip.                                        | Dif.                                        |
| -------------------------------------- | --------------------- | ---------- | -------- | ------------------------------------------- | ------------------------------------------- |
| Partit Conservador                     |                       | 6.508.492  | 48,4%    | 60                                          |                                             |
| Partit Laborista                       | UPSCE                 | 4.253.247  | 31,6%    | 17                                          |                                             |
| Partit Liberal                         | LDE                   | 1.690.638  | 12,6%    |                                             |                                             |
| Partit Nacional Escocès                |                       | 247.836    | 1,8%     | 1                                           |                                             |
| Partit Unionista Democràtic            |                       | 170.688    | 1,3%     | 1                                           |                                             |
| Partit Socialdemòcrata i Laborista     | UPSCE                 | 140.622    | 1,0%     | 1                                           |                                             |
| Partit Unionista de l'Ulster           |                       | 125.169    | 0,9%     | 1                                           |                                             |
| Partit Gal·les                         |                       | 83.399     | 0,6%     |                                             |                                             |
| Partit de l'Aliança d'Irlanda del Nord |                       | 39.026     | 0,3%     |                                             |                                             |
| Unionistes Independents                |                       | 38.198     | 0,3%     |                                             |                                             |
| Republicà Independent                  |                       | 33.969     | 0,3%     |                                             |                                             |
| Units Contra el Mercat Comú            |                       | 27.506     | 0,2%     |                                             |                                             |
| Independents                           |                       | 23.539     | 0,2%     |                                             |                                             |
| Ecologia                               |                       | 17.953     | 0,1%     |                                             |                                             |
| Mebyon Kernow                          |                       | 10.205     | 0,1%     |                                             |                                             |
| Comunitat Unida                        |                       | 9.383      | 0,1%     |                                             |                                             |
| Laboristes Units                       |                       | 6.122      | 0,0%     |                                             |                                             |
| Conservadors Independents              |                       | 4.804      | 0,0%     |                                             |                                             |
| Partit dels Treballadors               |                       | 4.418      | 0,0%     |                                             |                                             |
| Partit Unionista d'Irlanda del Nord    |                       | 3.712      | 0,0%     |                                             |                                             |
| Demòcrates Independents                |                       | 2.473      | 0,0%     |                                             |                                             |
| Grup Internacional Marxista            |                       | 1.635      | 0,0%     |                                             |                                             |
| Partit Liberal de l'Ulster             |                       | 932        | 0,0%     |                                             |                                             |
| EFP                                    |                       | 497        | 0,0%     |                                             |                                             |
| Altres                                 |                       | 1.628      | 0,0%     |                                             |                                             |
| Vots a candidatures                    | Vots a candidatures   | 13.446.091 | 100,00%  | 81                                          |                                             |
| Vots nuls o no vàlids                  | Vots nuls o no vàlids |            |          | Parlament del Regne Unit \| Arxiu Electoral | Parlament del Regne Unit \| Arxiu Electoral |
| Vots emesos                            | Vots emesos           | 13.446.091 | 32,40%   | Parlament del Regne Unit \| Arxiu Electoral | Parlament del Regne Unit \| Arxiu Electoral |
| Cens total                             | Cens total            | 41.559.460 |          | Parlament del Regne Unit \| Arxiu Electoral | Parlament del Regne Unit \| Arxiu Electoral |